# 컴피노트
컴피노트는 대한민국의 음악 그룹이다. 2015년 디지털 앨범 [Comfy Note, First Note - 휴식]으로 데뷔했다.

## 음반
- Comfy Note, First Note - '휴식' (2015)
- 여의나루 (2016)
- Comfy Note, Second Note - '여행' (2016)
- Colorful Day (2017)
- 남아 있는 건 저 달 뿐이었지 (2020)
- Ambience (2022)